# Venette
Venette település Franciaországban, Oise megyében. Lakosainak száma 2776 fő (2022. január 1.). Venette Margny-lès-Compiègne, Compiègne, Jaux és Lachelle községekkel határos.

## Népesség
A település népessége az elmúlt években az alábbi módon változott:
| Lakosok száma | 2786 | 2817 | 2944 | 2857 | 2876 | 2884 | 2840 | 2808 | 2776 |
|               | 2013 | 2015 | 2016 | 2017 | 2018 | 2019 | 2020 | 2021 | 2022 |